# Wingspan: Hits and History
Wingspan: Hits and History ist das dritte Kompilationsalbum von Paul McCartney. Gleichzeitig ist es einschließlich der Wings-Alben, der Fireman-Alben, der klassischen Alben, der Livealben und Kompilationsalben das 33. Album von Paul McCartney nach der Trennung der Beatles. Es wurde am 7. Mai 2001 in Großbritannien und am 8. Mai 2001 in den USA veröffentlicht.

## Entstehung
Das dritte Kompilationsalbum von Paul McCartney wurde mit Wingspan betitelt, als Interpret wurde aber Paul McCartney geführt. Die Auswahl der Lieder umfasst den Zeitraum vom Jahr 1970, beginnend mit dem Album McCartney bis zum Album Give My Regards to Broad Street aus dem Jahr 1984, obwohl das letzte Album der Wings Back to the Egg im Jahr 1979 veröffentlicht wurde. Von den insgesamt 40 Liedern beinhaltet das Doppel-Album fünf Titel, die von Paul und Linda McCartney, zwölf Titel, die von Paul McCartney sowie 22 Titel, die von den Wings stammen. Die Demoversion des Medleys Bip Bop / Hey Diddle war bisher unveröffentlicht. Das Doppelalbum ist damit eher als Kompilationsalbum von Paul McCartney zu werten, da es karriereübergreifend ist.
Die US-amerikanische Version des Albums enthält statt der Studioversion des Liedes Coming Up von Paul McCartney die Liveversion der Wings, Coming Up (Live at Glasgow).
Die europäische CD-Version von Wingspan: Hits and History enthält sechzehn Top-Ten-Hits, davon zwei von drei Nummer-eins-Hits aus Großbritannien. Die Top-Ten-Hits aus Großbritannien Mary Had a Little Lamb, Wonderful Christmastime, We All Stand Together, Say Say Say und Once Upon a Long Ago sowie der Nummer-eins-Hit Ebony and Ivory sind nicht auf dem Album enthalten; nur der Titel Mary Had a Little Lamb stammt von den Wings.
Die US-amerikanische CD-Version von Wingspan: Hits and History enthält 17 Top-Ten-Hits, davon sieben von neun Nummer-eins-Hits, aus den USA. Der Top-Ten-Hit aus den USA Spies Like Us sowie die Nummer-eins-Hits Ebony and Ivory und Say Say Say sind nicht auf dem Album enthalten, keines der drei Lieder stammt von den Wings.
Das Duett mit Michael Jackson The Girl Is Mine, ebenfalls ein Top-Ten-Hit in Großbritannien und den USA, ist eine Komposition von Michael Jackson und wurde bei einer anderen Tonträgergesellschaft veröffentlicht, sodass dieses Lied aus rechtlichen Gründen nicht auf Wingspan: Hits and History enthalten ist.
Die erste CD mit dem Titel Hits beinhaltet ausschließlich Single-A-Seiten, während die zweite CD mit dem Titel History A- und B-Seiten von Singles sowie Lieder von Alben enthält. Die Lieder des Albums wurden von Peter Mew und Geoff Emerick neu remastert. Wingspan: Hits and History wurde in Europa auch als Vierfach-Vinyl-Album veröffentlicht.
Das Album war in Großbritannien (21. Top-Ten-Album) und in den USA (14. Top-Ten-Album) kommerziell erfolgreich.

## Covergestaltung
Das Cover entwarf The Team. Weitere Fotos, die für das 24-seitige CD-Heft benutzt wurden, sind von Robert Ellis, Chalkie Davies, Clive Arrowsmith, David Thorpe, Barry Lategan, Terry O’Neil und M. Bohham. Es wurden lediglich Fotos aus der Zeit zwischen den Jahren 1971 bis 1980 verwendet. Die Einleitung wurde von Mark Lewisohn verfasst. Das CD-Album Wingspan: Hits and History erschien zusätzlich in einer limitierten Version mit einem holografischen Cover.

## Titelliste
| CD 1Hits 1. Listen to What the Man Said – 3:55 vom Wings-Album Venus and Mars 2. Band on the Run – 5:13 vom Wings-Album Band on the Run 3. Another Day – 3:41 Paul McCartney/Linda McCartney-Single-A-Seite 4. Live and Let Die – 3:11 Wings-Single-A-Seite 5. Jet – 4:08 vom Wings-Album Band on the Run 6. My Love – 4:08 vom Wings-Album Red Rose Speedway 7. Silly Love Songs – 5:54 vom Wings-Album Wings at the Speed of Sound 8. Pipes of Peace – 3:25 vom Paul McCartney-Album Pipes of Peace 9. C Moon – 4:33 Wings-Single-B-Seite 10. Hi, Hi, Hi – 3:08 Wings-Single-A-Seite 11. Let ’Em In – 5:10 vom Wings-Album Wings at the Speed of Sound 12. Goodnight Tonight – 4:20 Wings-Single-A-Seite 13. Junior’s Farm – 3:03 Wings-Single-A-Seite 14. Mull of Kintyre – 4:44 Wings-Single-A-Seite 15. Uncle Albert/Admiral Halsey – 4:49 vom Paul McCartney/Linda McCartney-Album Ram 16. With a Little Luck – 3:13 vom Wings-Album London Town 17. Coming Up – 3:49 vom Paul McCartney-Album McCartney II 18. No More Lonely Nights – 4:47 vom Paul McCartney-Album Give My Regards to Broad Street - Bei der US-amerikanischen Version wurde die Studioversion des Liedes Coming Up durch Coming Up (Live at Glasgow) ersetzt. - In Japan enthält die CD Hits noch den Bonustitel Eat at Home. | CD 2History 1. Let Me Roll It – 4:50 vom Wings-Album Band on the Run 2. The Lovely Linda – 0:44 vom Paul McCartney-Album McCartney 3. Daytime Nighttime Suffering – 3:22 Wings-Single-B-Seite 4. Maybe I’m Amazed – 3:51 vom Paul McCartney-Album McCartney 5. Helen Wheels – 3:44 vom Wings-Album Band on the Run 6. Bluebird – 3:24 vom Wings-Album Band on the Run 7. Heart of the Country – 2:23 vom Paul McCartney/Linda McCartney-Album Ram 8. Every Night – 2:33 vom Paul McCartney-Album McCartney 9. Take It Away – 4:03 vom Paul McCartney-Album Tug of War 10. Junk – 1:55 vom Paul McCartney-Album McCartney 11. Man We Was Lonely – 2:58 vom Paul McCartney-Album McCartney 12. Venus and Mars/Rock Show – 3:44 vom Wings-Album Venus and Mars 13. The Back Seat of My Car – 4:28 vom Paul McCartney/Linda McCartney-Album Ram 14. Rockestra Theme – 2:36 vom Wings Album Back to the Egg 15. Girlfriend – 4:42 vom Wings-Album London Town 16. Waterfalls – 3:22 vom Paul McCartney-Album McCartney II 17. Tomorrow – 3:25 vom Wings-Album Wild Life 18. Too Many People – 4:10 vom Paul McCartney/Linda McCartney-Album Ram 19. Call Me Back Again – 4:59 vom Wings-Album Venus and Mars 20. Tug of War – 4:03 vom Paul McCartney-Album Tug of War 21. Bip Bop/Hey Diddle – 3:34 bisher unveröffentlichte Demoversion 22. No More Lonely Nights (Playout Version) – 3:55 vom Paul McCartney-Album Give My Regards to Broad Street |

## Weitere Informationen zu einzelnen Liedern
Bei den Liedern Junior’s Farm, Waterfalls und With a Little Luck wurden die gekürzten Promotionsingle-Versionen verwendet. Bei dem Lied Venus and Mars / Rock Show wurde die gekürzte Singleversion verwendet.

## Wiederveröffentlichungen
- Das Album wurde bisher nicht neu remastert.
- Im März 2010 wurde das Album im Download-Format veröffentlicht.

## Singleauskopplungen
Aus dem Album wurde keine offizielle Single ausgekoppelt.
Im Juli 2001 erschien in den USA eine 7″-Vinyl-Jukeboxsingle in orangefarbenem Vinyl Maybe I’m Amazed / Band on the Run; beide Lieder hatten eine gesprochene Einleitung von Paul McCartney, auf dem Label stand ‚Wings‘ statt ‚Paul McCartney‘.

## Chartplatzierungen
| ChartsChartplatzierungen       | Höchstplatzierung | Wochen |
| ------------------------------ | ----------------- | ------ |
| Deutschland (GfK)              | 20 (5 Wo.)        | 5      |
| Österreich (Ö3)                | 28 (4 Wo.)        | 4      |
| Vereinigtes Königreich (OCC)   | 5 (7 Wo.)         | 7      |
| Vereinigte Staaten (Billboard) | 2 (14 Wo.)        | 14     |

## Auszeichnungen für Musikverkäufe
| Land/Region                  | Auszeichnungen für Musikverkäufe (Land/Region, Auszeichnung, Verkäufe) | Verkäufe  |
| ---------------------------- | ---------------------------------------------------------------------- | --------- |
| Australien (ARIA)            | Gold                                                                   | 35.000    |
| Neuseeland (RMNZ)            | Gold                                                                   | 7.500     |
| Vereinigte Staaten (RIAA)    | 2× Platin                                                              | 2.000.000 |
| Vereinigtes Königreich (BPI) | Gold                                                                   | 100.000   |
| Insgesamt                    | 3× Gold · 2× Platin ·                                                  | 2.147.500 |

Hauptartikel: Paul McCartney/Auszeichnungen für Musikverkäufe

## Video- und Buchveröffentlichungen
Parallel zur Veröffentlichung der Doppel-CD wurde in mehreren Ländern der gleichnamige Dokumentationsfilm Wingspan im Fernsehen ausgestrahlt. Der Regisseur des Films Alistair Donald ist der damalige Ehemann von Mary McCartney, die in dem Film ihren Vater Paul McCartney interviewt.
Die Dokumentation umfasst den Zeitraum ab dem Beginn der Beziehung von Paul und Linda McCartney und behandelt im Wesentlichen die Bandgeschichte der Wings bis zu deren Auflösung im April 1981.
In Deutschland wurde am 3. Juni 2001 (Großbritannien: 20. Mai 2001; USA: 11. Mai 2001) auf VHS und DVD eine verlängerte Version der Fernsehfassung unter dem Titel Wingspan: An Intimate Portrait veröffentlicht.
Am 20. September 2002 erschien das 176-seitige Buch Wingspan: Paul McCartney’s Band on the Run. Die im Buch verwendeten Fotos stammen von Linda McCartney.

## Promotionveröffentlichungen
In den USA wurde im April 2001 eine Promotion-CD mit folgenden zehn Liedern veröffentlicht:
1. Listen to What the Man Said
2. Band on the Run
3. Another Day
4. Live and Let Die
5. Jet
6. My Love
7. Silly Love Songs
8. No More Lonely Nights (Ballad)
9. Maybe I’m Amazed
10. Venus and Mars/Rockshow (Single Edit)

In Europa wurde ebenfalls im April 2001 eine Promotion-CD veröffentlicht, die zu den acht Liedern jeweils eine von Paul McCartney gesprochene Einleitung enthält:
1. Band on the Run Introduction
2. Band on the Run
3. My Love Introduction
4. My Love
5. Live and Let Die Introduction
6. Live and Let Die
7. Let ’Em In Introduction
8. Let ’Em In
9. Maybe I’m Amazed Introduction
10. Maybe I’m Amazed
11. Let Me Roll It Introduction
12. Let Me Roll It
13. The Back Seat of My Car Introduction
14. The Back Seat of My Car
15. Waterfalls Introduction
16. Waterfalls

Für Werbezwecke wurden folgende Remixe hergestellt, die offiziell nicht käuflich zu erwerben waren, sondern nur als Promotionsingles vertrieben wurden und auf Bootlegs erschienen:
1. Let ’Em In [Different Gear Remix 1]
2. Let ’Em In [Different Gear Remix 2]
3. Let ’Em In [Remix]
4. Silly Love Songs [Artful Dodger Remix]
5. Silly Love Songs [Wings Vs Loop Da Loop Radio Mix]
6. Silly Love Songs [Wings Vs Loop Da Loop Main Mix]
7. Coming Up [Zak’s Mix]
8. Coming Up [Linus Loves Mix]
9. Goodnight Tonight [Loop Da Loop Mix]
10. No More Lonely Nights [JSM Alessi Brothers Mix]

Folgende Promotionsingles wurden hergestellt:
- Silly Love Songs (Wings Vs Loop Da Loop Radio Mix) / Silly Love Songs (Artful Dodger Mix) / Silly Love Songs (Wings Vs Loop Da Loop Main Mix)

Die CD-Single wurde in Japan und Deutschland hergestellt.
- Goodnight Tonight (Loop Da Loop Mix) / Let ’Em In (Remix) / No More Lonely Nights (JSM/Alessi Bros Mix) / Coming Up (Zak’s Mix)

Die CD-R-Single wurde in Großbritannien hergestellt; ob diese CD oder in welcher Anzahl an Radiostationen versendet wurde, ist weder bekannt noch nachweisbar.
- Coming up (Linus Loves Mix) / Silly Love Songs (Wings Vs Loop Da Loop Radio Mix)

Die 12″-Vinyl-Single wurde in Großbritannien hergestellt.
- Wingin’ It (Let ’Em In – Different Gear Mixes 1) / Wingin’ It (Let ’Em In – Different Gear Mixes 2)

Die 12″-Vinyl-Single wurde in Großbritannien hergestellt.